# Metameer (school)

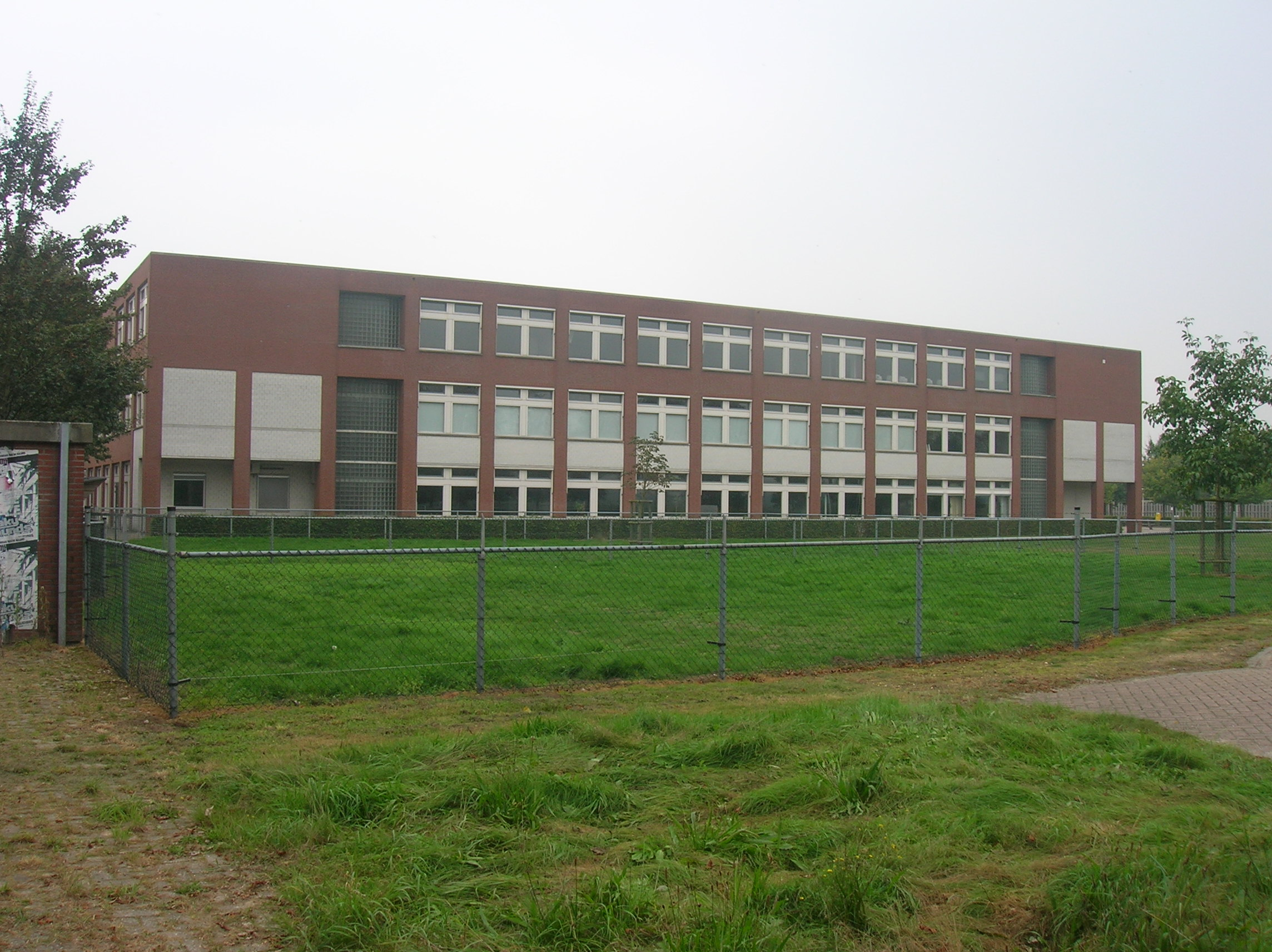
De hoofdvestiging in Stevensbeek

Metameer, in het verleden Scholengemeenschap Stevensbeek (vaak kortweg SG Stevensbeek) geheten, is een scholengemeenschap uit de Noord-Brabantse plaats Stevensbeek die onderwijs aanbiedt voor vmbo, havo en atheneum. Ook wordt de mogelijkheid geboden om tweetalig onderwijs te volgen (Nederlands en Engels) en is er een afdeling voor jenaplanonderwijs.
De school is verdeeld over drie locaties. Naast de twee vestigingen in Stevensbeek, te weten de hoofdvestiging aan de rand van het dorp en het voormalig klooster Eymardville (met daarin de bovenbouw van het vmbo) in het centrum, is er ook nog een dependance in Boxmeer, waar zowel jenaplan- als vmbo-onderwijs wordt aangeboden.
Vanaf 5 november 2010 heeft de school de nieuwe naam "Metameer" ingevoerd, met daarnaast ook een nieuwe huisstijl. Gedachte achter de hernoeming was de verwarring die de plaatsnaam Stevensbeek veroorzaakte; de school bevond zich inmiddels immers in meerdere plaatsen.